# Proplatycnemis pembipes
Proplatycnemis pembipes is een juffer uit de familie van de breedscheenjuffers (Platycnemididae).
De soort staat op de Rode Lijst van de IUCN als kritiek, beoordelingsjaar 2007.
De wetenschappelijke naam van de soort werd in 2007 als Platycnemis pembipes gepubliceerd door Klaas-Douwe Dijkstra, Viola Clausnitzer & Martens.